# George Washington Whistler
George Washington Whistler (19 de mayo de 1800 - 7 de abril de 1849) fue un destacado ingeniero civil estadounidense, conocido por construir locomotoras de vapor y proyectar ferrocarriles. Se le atribuye la introducción del silbato en las locomotoras estadounidenses.
En 1842 fue contratado por el zar Nicolás I como asesor para construir el Ferrocarril Moscú-San Petersburgo, la primera línea férrea a gran escala de Rusia. Su influencia supuso la adopción del que llegaría a ser denominado ancho de vía ruso (inicialmente de 1524 mm), y la introducción de la celosía Howe en los puentes del ferrocarril ruso. Esto inspiró al renombrado ingeniero ruso Dmitrii Ivanovich Zhuravskii (1821-1891) para realizar estudios y desarrollar técnicas de análisis estructural de este tipo de puentes. 
Fue el padre del famoso pintor James McNeill Whistler, cuya pintura La madre de Whistler (un retrato de su segunda esposa, Anna Whistler) se encuentra entre las pinturas más famosas del arte estadounidense.

## Primeros años y familia
Nacido en 1800 en el puesto militar de Fort Wayne, Indiana, era el hijo del mayor John Whistler (1756-1829) y de su esposa Anna Bishop. Fort Wayne en ese momento era parte del gran Territorio del Noroeste. Su padre había sido un soldado británico a las órdenes del general Burgoyne en las Batallas de Saratoga durante la Guerra Revolucionaria, para luego alistarse en el servicio estadounidense. 
George Washington Whistler tuvo tres hijos con su primera esposa, Mary Roberdeau Swift, quien murió a temprana edad en 1827. Se casó en segundas nupcias con la hermana de su amigo William Gibbs McNeill (1801-1853), Anna Mathilda McNeill (1804-1881), con quien tuvo otros cinco hijos: James Abbott McNeill Whistler; William McNeill Whistler (1836-1900); Kirk Boott (1838-1842), que llevaba el nombre del patricio industrial de Massachusetts Kirk Boott; Charles Donald Whistler (1841-1843); y John Bouttatz Whistler (1845-1846), que llevaba el nombre del ingeniero ruso amigo de Whistler, el mayor Iván Fiodórovich Buttats.

## Educación y carrera
Whistler se graduó de la Academia Militar de los Estados Unidos en 1819. Al graduarse, obtuvo el rango de segundo teniente en el Cuerpo de Artillería, trabajando como ingeniero de topografía en Fort Columbus, Nueva York, desde 1819 hasta 1821. Cuando el ejército se reorganizó en 1821, se convirtió en teniente segundo en la Primera de Artillería., y de 1821 a 1822 ejerció como profesor asistente de dibujo en West Point. 
Reasignado nuevamente al servicio del cuerpo de artillería como ingeniero topográfico en 1822, su primer destino fue apoyar a la Comisión que trazaba el límite internacional entre el Lago Superior y el Lago de los Bosques. Después de la aprobación de la Ley de Topografía General de 1824, realizó trabajos cartográficos para localizar los tendidos ferroviarios a las órdenes de John James Abert, jefe de la Oficina Topográfica.

### Ferrocarril de Baltimore y Ohio
En 1827, su cuñado y también ingeniero, William Gibbs McNeill, se convirtió en miembro de la "Junta de Ingenieros Civiles para la Construcción de la Plataforma" del Ferrocarril de Baltimore y Ohio (1827-1830). Todavía en el servicio activo, Whistler se unió al cuerpo de ingenieros del ferrocarril al año siguiente, en 1828. Juntos, Whistler, McNeill y Jonathan Knight fueron a Gran Bretaña para estudiar ingeniería ferroviaria. Allí fueron recibidos por el presidente de la Institución Británica de Ingenieros CivilesThomas Telford, y también se reunieron con George Stephenson y su hijo; y con John Walker, Joseph Locke y Jesse Hartley entre otros eminentes ingenieros británicos. También visitaron la línea de Stockton y Darlington, el primer ferrocarril público del mundo en utilizar locomotoras de vapor. Como escribió un observador: 

Aparentemente, no había nada que impidiera que los ingenieros estadounidenses con credenciales adecuadas vieran todo lo que querían ver y preguntaran sobre todo lo que querían aprender. Como resultado, los ingenieros estadounidenses desarrollaron el conocimiento de los ferrocarriles en tres áreas:

(1) Locomotoras de vapor y planos inclinados, los dos elementos "nuevos" en los ferrocarriles
(2) Los usos de los materiales en la construcción, especialmente de la piedra, la madera y el hierro
(3) Los principios de trazar rutas viables para viajar en ferrocarril.

Whistler supervisó la construcción de los primeros rieles del ferrocarril en octubre de 1829, que consistía en una base de madera reforzada con una banda de rodadura de hierro tendidos desde la calle Pratt hasta el viaducto de Carrollton. El futuro maestro de las vías del ferrocarril, Wendel Bollman participó a los quince años de edad como carpintero en el diseño de la construcción.

### Otros ferrocarriles
En 1830, McNeill y Whistler se pusieron al servicio del Ferrocarril de Baltimore y Susquehanna, donde Whistler intervino en la construcción de las primeras 20 millas de vías principales y secundarias. En 1831‑1832, realizó trabajos de ingeniería para el Ferrocarril de Paterson y Hudson (ahora terminal sur de Erie); y en 1833‑34, intervino en el proyecto del Ferrocarril de Providence y Stonington. Renunció a su cargo en los ingenieros del ejército en diciembre de 1833, y en 1835, junto con William Gibbs McNeill, Whistler diseñó el Ferrocarril de Boston y Providence, que incluía el famoso viaducto de Canton que ha permanecido en servicio continuo desde entonces. 

### Diseñador y constructor de locomotoras
En 1834 se convirtió en ingeniero jefe de la sociedad de Propietarios de Esclusas y Canales en la nueva ciudad de Lowell (Massachusetts). Whistler fue uno de los pocos diseñadores y constructores de locomotoras a principios del siglo XIX que tuvo una educación académica. Como superintendente del taller de máquinas accionadas por agua de la sociedad (1834-1837), diseñó la primera locomotora de vapor construida en Nueva Inglaterra. En 1835, trabajó con Patrick Tracy Jackson en los inicios del Ferrocarril de Boston y Lowell.
La primera locomotora de Whistler, The Patrick, fue producida para la línea de Boston & Lowell. Esta locomotora y otras construidas por la firma fueron inicialmente copias del tipo Planet de Stephenson (2-2-0). En 1836, Whistler construyó las dos primeras locomotoras de vapor que, según se sabe, estaban equipadas con silbatos, eran del tipo 2-2-0; la Hicksville para el Ferrocarril de Long Island y la Susquehanna para el Ferrocarril de Wilmington y Susquehanna. En 1838, dos ingenieros ferroviarios del Ferrocarril de Baltimore y Ohio; Jonathan Knight y Benjamin Latrobe inspeccionaron las locomotoras de vapor para su gestión, algunas de las cuales incluían partes mecánicas construidas en los talleres de Whistler en Lowell.

La locomotora (del Ferrocarril de Long Island) quema una cordada de madera en cada viaje circular de 48 millas, transportando una carga promedio de veinte toneladas en cuatro vagones, cada uno con un peso de dos toneladas; el peso de la máquina es de 8.5 toneladas, con su combustible y agua en la caldera, y con seis toneladas en las dos ruedas motrices; el ténder pesa 4,5 toneladas con combustible y agua; la cantidad adicional de madera que se consume en la producción de vapor es aproximadamente una quinta parte de una cordada.

Whistler construyó tres máquinas para el Ferrocarril de Boston y Providence, de casi 9 toneladas de peso bruto y 6 toneladas de peso en las ruedas motrices de cinco pies de diámetro, con una configuración 2-4-0. Estas máquinas tenían cilindros de 11 pulgadas, con una carrera de 16 pulgadas. También construyó una locomotora para el Ferrocarril de New Jersey y Patterson, con un peso bruto de 8 toneladas. Dejó Lowell en 1837 y fue seguido por su aprendiz, James B Francis. La producción de locomotoras del Taller Mecánico de Lowell continuó hasta 1854.

### Ferrocarril Occidental (Massachusetts)

Mapa del Ferrocarril Occidental, desde Springfield hasta el Límite del Estado (1837)

Poco después del trabajo de Whistler en el Ferrocarril de Stonington, se comprometió a asesorar con McNeill nuevamente al Ferrocarril Occidental desde 1836 hasta 1842. En octubre de 1839, la Junta de Directores contrató a Whistler como su ingeniero jefe.
El principal problema del trazado del ferrocarril eran las pendientes pronunciadas al oeste del río Westfield, un importante afluente del río Connecticut. La pendiente excedía los 80 pies por milla (un 1,65%) al oeste de Chester (Massachusetts). En ese momento, en 1842, no se conocía ninguna locomotora que pudiera realizar el esfuerzo de tracción necesario subir esa rampa. Las primeras locomotoras compradas en 1842 fueron las "crabs" (cangrejos) de Ross Winan, que a pesar de su configuración 0-8-0 no podían remontar la pendiente. Whistler las sustituyó por máquinas del tipo Planet de Stephenson (2-2-0) que brindaron un servicio satisfactorio.

### Ferrocarril San Petersburgo-Moscú

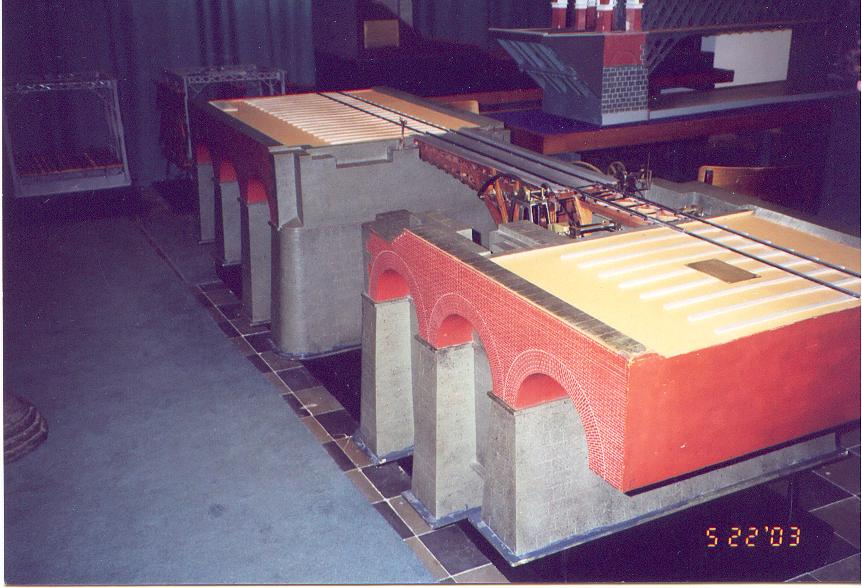
Un modelo de puente de diseño similar al Viaducto de Canton, conservado en el Museo del Ferrocarril de Octubre en San Petersburgo

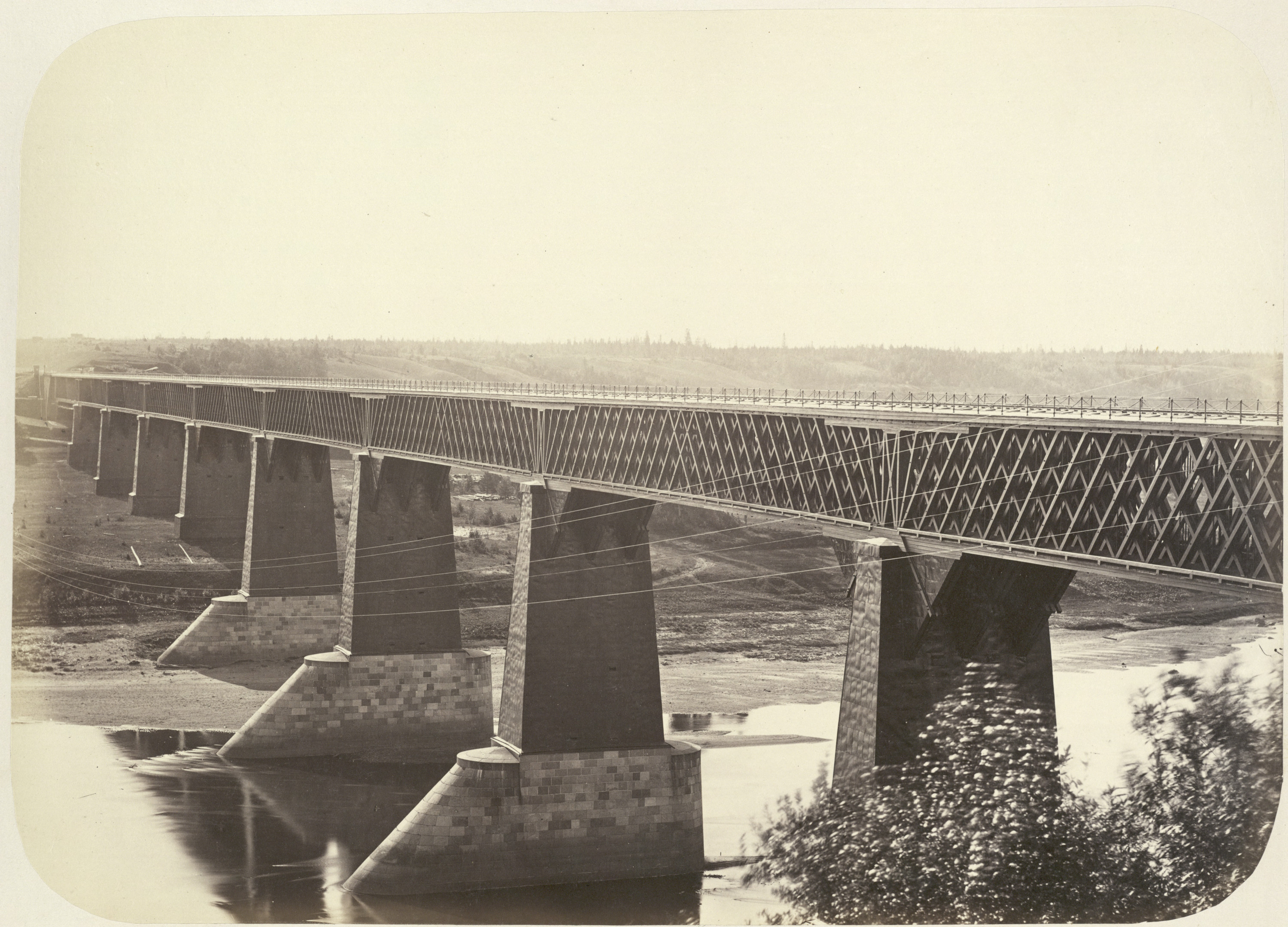
Puente ferroviario del río Msta, construido con una celosía Howe

El zar Nicholas I invitó a Whistler como asesor para la construcción del Ferrocarril San Petersburgo-Moscú, la primera línea importante de Rusia. 
Aunque el Ferrocarril Tsarskoye-Selo, construido por el alemán Franz Anton Ritter von Gerstner en 1837, fue la primera línea abierta al público de Rusia, los excesos de coste llevaron al zar Nicolás I y a sus asesores a dudar de la capacidad de Gerstner para llevar adelante la línea prevista de San Petersburgo a Moscú. Entonces, dos profesores del Instituto del Cuerpo de Ingenieros del Transporte de San Petersburgo, Pavel Petrovich Melnikov y Nikolai Osipovich Kraft, viajaron a los Estados Unidos en 1839 para estudiar su tecnología ferroviaria. Melnikov y Kraft hablaron con Whistler y recomendaron que el gobierno ruso contratara al ingeniero estadounidense como consultor para el Ferrocarril de San Petersburgo-Moscú, contrato que se firmó para siete años. 
Viajó a Rusia en junio de 1842, acompañado por el ingeniero imperial Mayor Ivan F. Bouttatz, quien se convertiría en su amigo. Condecorado con la Orden de Santa Anna por el emperador ruso en 1847, dos años después contrajo el cólera y murió el 7 de abril de 1849 en San Petersburgo, dos años antes de que se completara la línea. 

## Asociaciones profesionales
Whistler fue parte de los primeros esfuerzos infructuosos para formar una asociación nacional de ingenieros en los Estados Unidos, trece años antes de la creación de la Sociedad Estadounidense de Ingenieros Civiles y Arquitectos, que fue cofundada en 1852 por su sobrino Julius Walker Adams. Se celebró en 1939 una reunión para organizar la asociación en Baltimore, Maryland, que eligió a Benjamin Latrobe como su presidente. El comité organizador incluyó a algunos de los ingenieros más destacados y representativos de la época, tales como: J. B. Jervis y Benjamin Wright de Nueva York, Moncure Robinson y Claude Crozet de Virginia, y Jonathan Knight de Maryland, y J. Edgar Thomson, entonces en Georgia y más tarde en Pensilvania.

## Legado
Los puentes ferroviarios de arco de sillería de Whistler construidos en 1841 todavía están en servicio, soportando el paso de ferrocarriles de mercancías y de pasajeros en la línea principal del CSX, que recorre el oeste de Massachusetts. Fue el primer ingeniero civil en Estados Unidos en utilizar curvas de nivel para mostrar la elevación y el relieve en los mapas.[cita requerida]

## Trabajos
- Whistler, GW, Faden, W. y Estados Unidos. (1838) Las colonias británicas en América del Norte. (Mensaje del Presidente de los Estados Unidos, transmitiendo la información requerida por una resolución de la Cámara de Representantes del 28 de mayo pasado, en relación con la frontera entre los Estados Unidos y Gran Bretaña. )
- Swift, McNeill y Whistler, GE, Informes de los ingenieros de la Western Railroad Corporation, 1838, Springfield, MA, Merriam, Wood y compañía. Archive copy en Internet Archive
- Western Rail-Road Corporation., Whistler, GW y Massachusetts. (1839) Extractos del capítulo 39 de los estatutos revisados, en relación con las vías férreas. Springfield, Mass .: editor no identificado.
- Albany y West Stockbridge Railroad Company. (1842) Informes de los ingenieros de Albany y West Stockbridge Rail-road Company: hechos a los directores en 1840-1. Albany NY: Impreso por C. Van Benthuysen.
- Whistler, GW, Crerar Manuscript Collection (Universidad de Chicago. Biblioteca), y Universidad de Chicago. (1842) Preséntese ante el conde Kleinmichel sobre el ancho de vía que se utilizará en el ferrocarril de San Petersburgo y Moscú.
- Whistler, GW, y Philadelphia & Reading Railroad Co. (1849). Informe sobre el uso de carbón de antracita en motores de locomotoras en Reading Rail Road: Hecho al presidente de Philadelphia y Reading Rail Road Company. Baltimore: JD Toy. Report en Google Libros

## Lecturas relacionadas
- Brown, Jeff L. (January 2014). «Rock Solid: Stone Arch Bridges of the 1840s». Civil Engineering: 44-47. ISSN 0885-7024.
- Fisher, Chas. E. (May 1947). «Whistler's Railroad: The Western Railroad of Massachusetts». Railway and Locomotive Historical Society Bulletin 69 (69): 1-2, 8-100.